# Perche (province)
Pour les articles homonymes, voir Perche.
Ne doit pas être confondu avec Perche (région naturelle).
Xe siècle – 1790
Entités précédentes :
- Empire carolingien

Entités suivantes :
- Royaume de France

Le comté du Perche était une province du royaume de France. Sa capitale fut, selon les époques, Corbon, Bellême, Mortagne ou Nogent-le-Rotrou. 
Il ne doit pas être confondu avec la région naturelle du Perche, qui est l’entité à laquelle on se réfère le plus souvent de nos jours, ni avec le comté voisin du Perche-Gouët.
Le comté du Perche est né au Xe siècle de terres bocagères qui n'avaient pas été incluses dans le duché de Normandie à sa formation. Plusieurs seigneurs furent alors installés à Mortagne et Nogent pour défendre les terres du Maine et du comté de Blois. Le comté du Perche était délimité au nord par la Marche d'Alençon, frontière avec le duché de Normandie, à l'est par le comté de Chartres, au sud par le Perche-Gouët et à l'ouest par le Maine.
Lors de la Révolution, la province du Perche fut scindée entre les départements de l’Eure-et-Loir, et de l’Orne et une petite partie de l'Eure. La création du parc naturel régional du Perche, en 1998, a permis de réaffirmer une identité toujours vive, même si celui-ci ne représente qu'une petite partie de la région du Perche. Le parc naturel régional du Perche se trouve aujourd'hui sur l'ancien comté du Perche et sur une partie de l'ancien Perche-Gouët. Le développement du tourisme vert lui a permis d’accroître sa notoriété.
Le cheval percheron est sans nul doute l'emblème le plus connu de la région.

## Géographie
Le Perche (région naturelle) est un centre de dispersion des eaux et de nombreuses petites rivières y prennent leur source pour aller rejoindre :
- la Seine (Eure, Avre, Iton, Risle) ;
- la Loire (Huisne, Loir, Sarthe).

On distinguait les confins du comté du Perche par le Perche-Gouët au sud, la campagne d'Alençon au nord-ouest, le Pays d'Ouche au nord, le Thymerais et les Terres Françaises au nord-est, le Dunois à l'est et au sud, le Perche sarthois au sud-ouest et le Saosnois à l'ouest,. Ces différentes dénominations sont historiques et aujourd'hui aucunement administratives, mais forment une même entité régionale et culturelle. En dépit du démantèlement de la province à la Révolution, l’identité du Perche dans sa globalité reste forte.

## Toponymie

### Attestations anciennes
Le terme Perche est mentionné sous les formes saltus Particus, silva Perticus avant le VIe siècle, pagus quem Pert[ic]ensem vocant au VIe siècle, pagus pertensis au VIe siècle, pagus Perticus (sans date), pagus Perticus vers 815, Particus saltus au IXe siècle, silva Perticus en 1045, [le] Perche en 1160 - 1174, Perche en 1238, foresta de Pertico en 1246, [le] Perche en 1308,.

### Étymologie
Le nom du Perche serait issu du latin pertica (terra) « ensemble du territoire partagé à la perche entre les vétérans d'une colonia », le latin pertica ayant abouti par évolution phonétique régulière à perche en français. Terra aurait d'abord désigné une petite région autour de Mortagne qui serait devenu un pagus par la suite. Cependant, *terra n'est mentionnée nulle part et, bien que Mortagne (comitis Mauritaniae 1086) tienne vraisemblablement son nom d'une colonia ou unité de soldats mauresques, on ne trouve pas non plus de trace documentaire (aucune mention dans la Notitia dignitatum par exemple) ou de trace archéologique de cet établissement permettant de confirmer cette théorie.
René Lepelley d'ailleurs ne se prononce pas sur l'origine du mot Perche qu'il considère comme incertaine, signe qu'il doute de la théorie accordant à Pertica une origine latine.
Pourtant, une deuxième hypothèse a été formulée, en s'appuyant sur le fait que le nom de Perche a initialement désigné la forêt et non la province. Il semble plutôt représenter, ainsi que l’a montré Guy Villette,, un appellatif pré-celtique d’origine indo-européenne *perkʷ-ik-ā « (forêt) aux grands arbres », dissimilé en *pertika, et transmis tel quel par le gaulois, alors même que le p- initial était étranger à cette langue. Le radical indo-européen *perkʷu- « grand arbre : chêne, pin, sapin, hêtre… » est par ailleurs à l’origine du latin quercus « chêne » et du germanique commun *furhu-, d’où l’anglais fir « sapin » et l’allemand Föhre « pin ». Il explique également le nom du relief hercynien, qui repose sur celui de l’immense forêt de Germanie désignée par César sous le nom de Hercynia silva. Il s’agit dans ce dernier cas d’une appellation d’origine celtique, formée sur le radical *erkú- < *perkʷu- (avec cette fois chute régulière de [p]).
Remarque : Le suffixe gaulois *-ika sert à former des adjectifs à l'origine, mais a aussi permis la substantivation. On remarque aussi que le nom du pays d'Ouche, directement au nord du Perche, est issu d'un terme dérivé avec le même suffixe *-ika > -ica : Utica, dont la racine ot / ut (pré-celtique ?) semble s'appliquer également à un élément forestier (cf. La forêt d'Othe dans l'Yonne). Se trouve-t-on en présence d'une ancienne opposition entre une silva Pertica et une silva Utica ? Il existe aussi en gaulois un radical pert- que l'on rencontre dans différents noms de lieux Perthes (attestés généralement sous la forme Perta dès l'époque mérovingienne) qui représenterait un anthroponyme gaulois non attesté *Pertus, mais déduit d'après le nom de la déesse gauloise Perta, déesse des jardins clos. Xavier Delamarre rapproche l'élément pert- des différents lieux Perthes, Perte(s) du substantif gallois perth qui signifie « buisson, haie ».

## Histoire
Plusieurs sites archéologiques du Néolithique, comme « la Pierre Procureuse » entre L'Hermitière et Gémages ou encore « la Pierre Cochée » à Droué, attestent de l'ancienneté de l'occupation humaine dans la région.
Les populations celtiques arrivées dans la contrée dès l'âge du bronze, puis à l'âge du fer y laissent définitivement leur empreinte, comme le montre l'étymologie de la plupart des noms de lieux importants : Gémages - de *Gemetiko (Gemmeticum XVe siècle), sur *gem, de signification obscure, suivi de deux suffixes celtiques -at/-et + iko (cf gallois eithefig < *ektamiko) ou Nogent, du gaulois Noviento, fondé sur l'adjectif noviios, neuf, et le suffixe -ento localisant à l'origine, signifiant « endroit ».
La plus grande partie du Perche, bien que cela ne soit pas clairement défini, était située sur le grand territoire du peuple celtique des Carnutes, qui y aurait exploité le fer grâce en partie à la pierre de Grison, trouvée en affleurement sur les plaines du Perche et utilisée dans l'habitat traditionnel. On peut y voir l'origine partielle de l'appartenance des coutumes du Perche au groupe de celles du pays de Chartres et de l'Orléanais.
La forte identité du comté du Perche tient en partie à son droit coutumier avant la Révolution : « la coutume du Perche » ou plutôt « les coutumes du Perche », distinctes de la coutume de Normandie, de celle du Maine et de celles de l'Île-de-France.
Le comté se constitua par la fusion du comté de Mortagne, de la vicomté de Châteaudun et la seigneurie de Nogent-le-Rotrou.

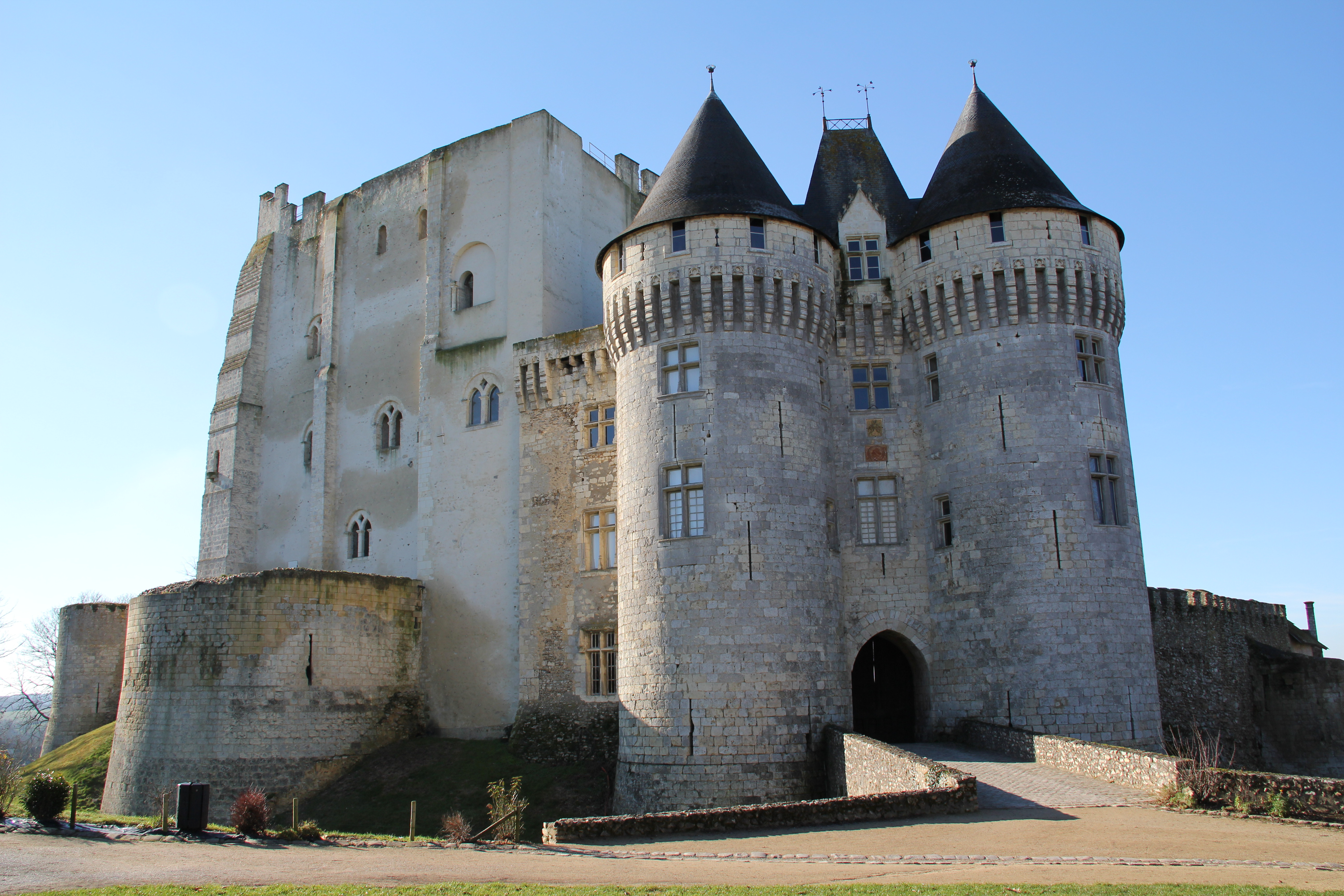
Le château médiéval Saint-Jean à Nogent-le-Rotrou.

La proximité de la Normandie en fait du Xe siècle au XVe siècle une province stratégique pour les rois de France.
En 1227, il fut inclus dans le domaine royal français. Une partie du comté du Perche fut alors démembrée pour constituer le comté d'Alençon au profit de Pierre Ier d'Alençon, fils de France. Cependant, il réintégra le domaine royal en 1283. Il fut, une seconde fois, en partie adjoint au comté d’Alençon pour Charles II d'Alençon, comte d’Alençon et du Perche en 1326. La maison d'Alençon s'éteint en 1525 et le duché d'Alençon et comté du Perche font retour au domaine royal.
La Renaissance est un temps fort de l’histoire percheronne : la région se couvre de manoirs (Courboyer, Alleray, Bois-Doublet…), et l’industrie locale (étamines à Nogent, tanneries à Cormenon, minerais…) approvisionne Paris. Le principal ministre d’Henri IV, Sully, est marquis de Nogent-le-Rotrou, où il est enterré. Le Perche est aussi la région natale du poète Rémy Belleau, membre de la Pléiade, menée par Pierre de Ronsard, le Vendômois.
Un mouvement d'émigration vers la Nouvelle-France s'amorce à partir de plusieurs provinces de France tout au long des XVIIe et XVIIIe siècles. La première vague de cette émigration, le renommé mouvement d'émigration percheronne, durera une trentaine d'années à partir de 1634, partant de migrants de régions du nord et de l'ouest du Perche axées autour des lieux suivants : Tourouvre, Mortagne, Igé, et Saint-Cosme-de-Vair,. En une trentaine d’années, plus de 300 émigrants, laboureurs et exerçant divers métiers liés à la construction (maçon, menuisier, charpentier, briquetier, etc.), vont ainsi entreprendre le grand voyage. Quelques-uns vont revenir au pays, mais la grande majorité choisit de s’établir sur les rives du fleuve Saint-Laurent pour y défricher et faire prospérer les terres nouvelles.
Il est estimé que tout au plus soixante-dix des premiers couples percherons à émigrer en Nouvelle-France au XVIIe siècle ont eu une influence démographique dominante à travers les générations de sorte que les descendants de ces migrants représentent environ un septième de la population québécoise d’expression française d'aujourd'hui,.
Leur descendance au début du XXe siècle est estimée à 80 000 familles et 300 000 descendants directs, aujourd’hui à 1 500 000 personnes au Canada – beaucoup plus sans doute si on tient compte d’un important essaimage dans toute l’Amérique du Nord (Nouvelle-Angleterre et Louisiane, plus particulièrement). La famille qui compte le plus de descendants est la famille Tremblay qui remonte entièrement à un seul ancêtre Pierre Tremblay, natif de Randonnai. Le nombre total de ses descendants portant le patronyme Tremblay est estimé à environ 180 000 en Amérique du Nord, dont plus de 80 000 au Québec, sans compter les descendants des femmes qui se sont mariées.
L’une des plus petites provinces du royaume à la fin de l’Ancien Régime, où elle est intégrée dans le gouvernement de Maine-et-Perche, avec le Maine, le Perche conserve une forte identité régionale en dépit de son morcellement en départements à la Révolution entre l’Orne (Mortagne-au-Perche), l’Eure-et-Loir (avec Nogent-le-Rotrou, le Perche-Gouët, le Perche Dunois), la Sarthe (La Ferté-Bernard, Saint-Calais) et le Loir-et-Cher (Perche vendômois avec Mondoubleau et Vendôme). Aujourd'hui, l'éclatement entre les régions administratives modernes, que sont la Normandie, le Centre-Val de Loire et les Pays de la Loire, contribue à perturber la cohérence physique, géographique et historique de cette région naturelle. Malgré cela, l'esprit identitaire de la région du Perche est l'une des plus vivaces du nord de la Loire.
Au XIXe siècle, la région est désenclavée par l’arrivée du chemin de fer. Le Perche exporte ses chevaux en Amérique où ils participent à la conquête de l'Ouest. L’agriculture se spécialise progressivement dans l’élevage équin et bovin, ainsi que dans la production cidricole. Les clivages politiques toujours d’actualité se forment à cette période : le Perche ornais, longtemps bonapartiste et clérical, reste plutôt conservateur, tandis que le Perche d’Eure-et-Loir, de l'Eure, de Loir-et-Cher et de la Sarthe ont une tradition radicale. Paul Deschanel, député de Nogent-le-Rotrou, sera brièvement président de la République après la Grande Guerre.

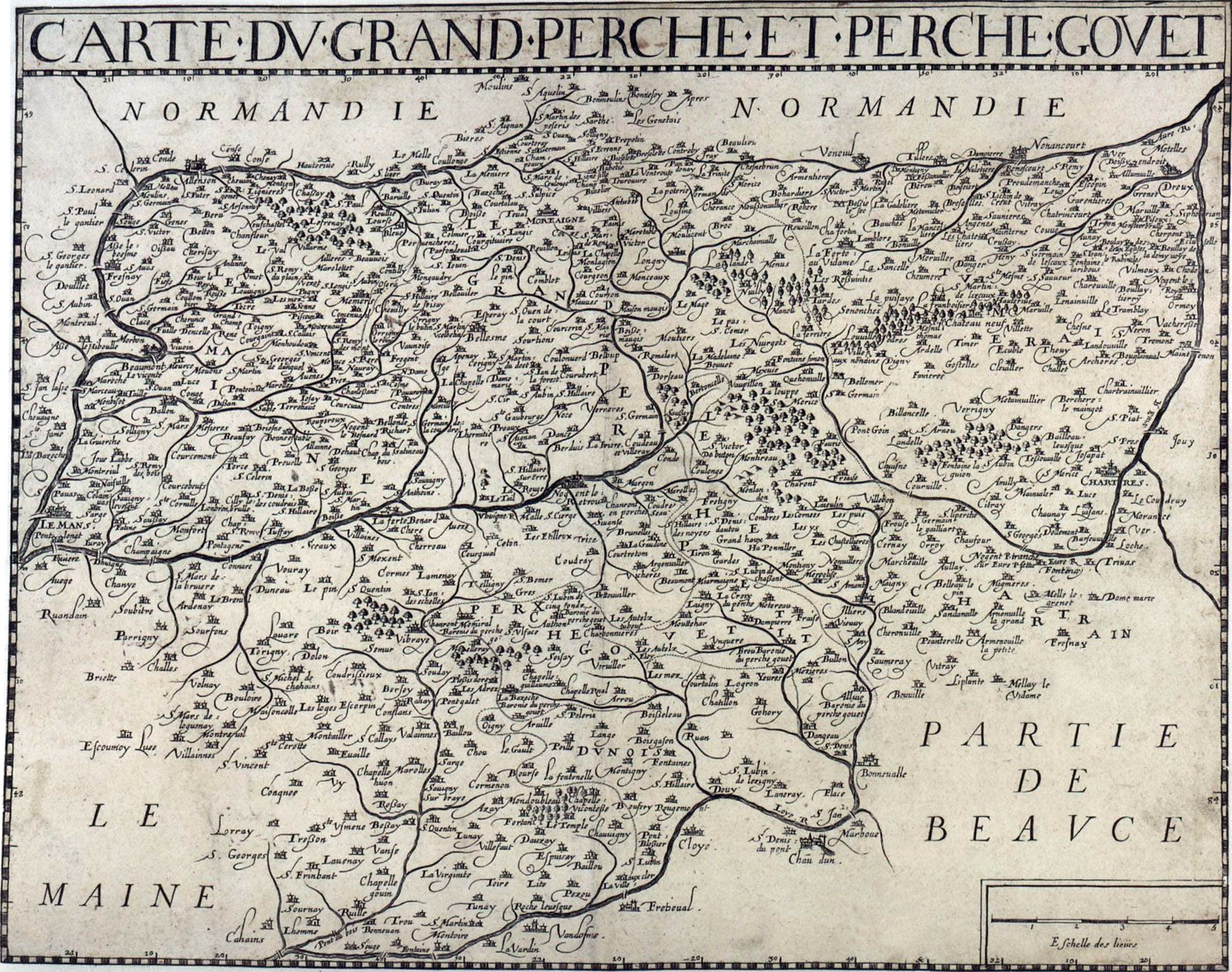
Comté du Perche et du Perche-Gouët au XVIIe siècle.
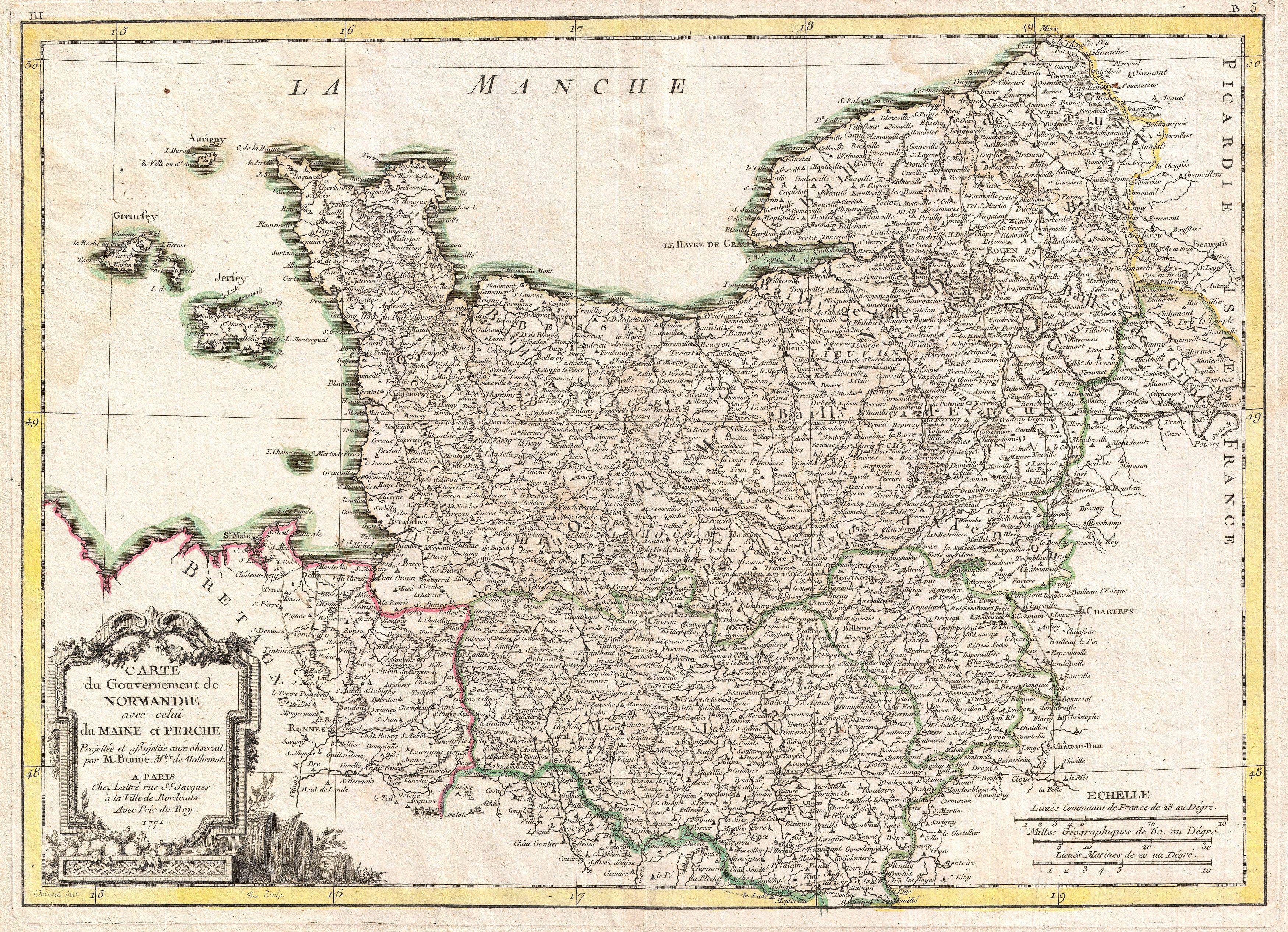
Carte de la Normandie, du Maine et du Perche au sud-est (1771).
Comté de Perche avec en couleur les départements actuels.

## Dialecte
Le dialecte percheron ou les patois percherons, malgré quelques influences normandes notamment dans la partie nord-ouest du Perche, n'appartiennent pas au dialecte normand, mais au groupe central de la langue d'oïl.

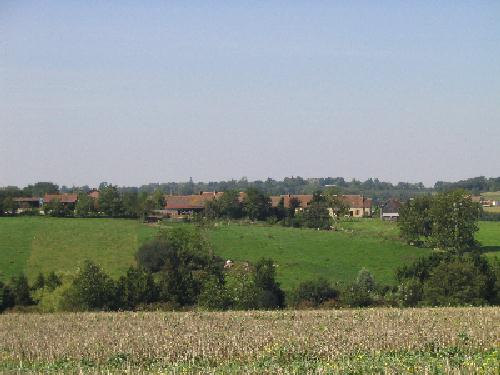
Le Perche attire les francophones d'Amérique à la recherche du pays de leurs ancêtres.

## Spécificités du territoire
Un « style » percheron s'est fait sa place dans le monde de la décoration d'intérieur. Il se caractérise par l'utilisation de tomettes traditionnelles, d'enduits à la chaux, de toile de jute, de lin, de mobilier chiné souvent présentés dans un esprit « chic campagnard » très doux.
Le territoire se distingue par l'utilisation de grès roussard, de grison (additionné de colombage observé sur les plaines) ou de tuffeau dans l'habitat traditionnel. Le sable du Perche typique y est souvent accompagné dans les enduits à la chaux. Sa couleur varie du blanc-crème au jaune-orangé, jusqu'à des couleurs plus soutenues.
Connue autrefois pour son bocage, la région a développé des traditions particulières comme les trognes (arbres têtards), le plessage à la percheronne (technique de tressage de haie vivante). Le territoire recèle une grande diversité de poires (poire de Calot, de Loup, de Curé…) et de pommes (pomme de Coudre, de Rose, de Moisson…) ancestrales pour des utilisations très diverses (cidre, poiré, compote, séchées, au vinaigre…).

## Héraldique
| Blason | Blasonnement : « D'argent à trois chevrons de gueules. » |